# ظربان مرقط غربي
الظربان المرقط الغربي (الاسم العلمي: Spilogale gracilis)، نوع من جنس الظربان المرقط وينتمي إلى فصيلة الظربان. أعطانه غرب أمريكا الشمالية.